# 維亞茨基耶波利亞內區

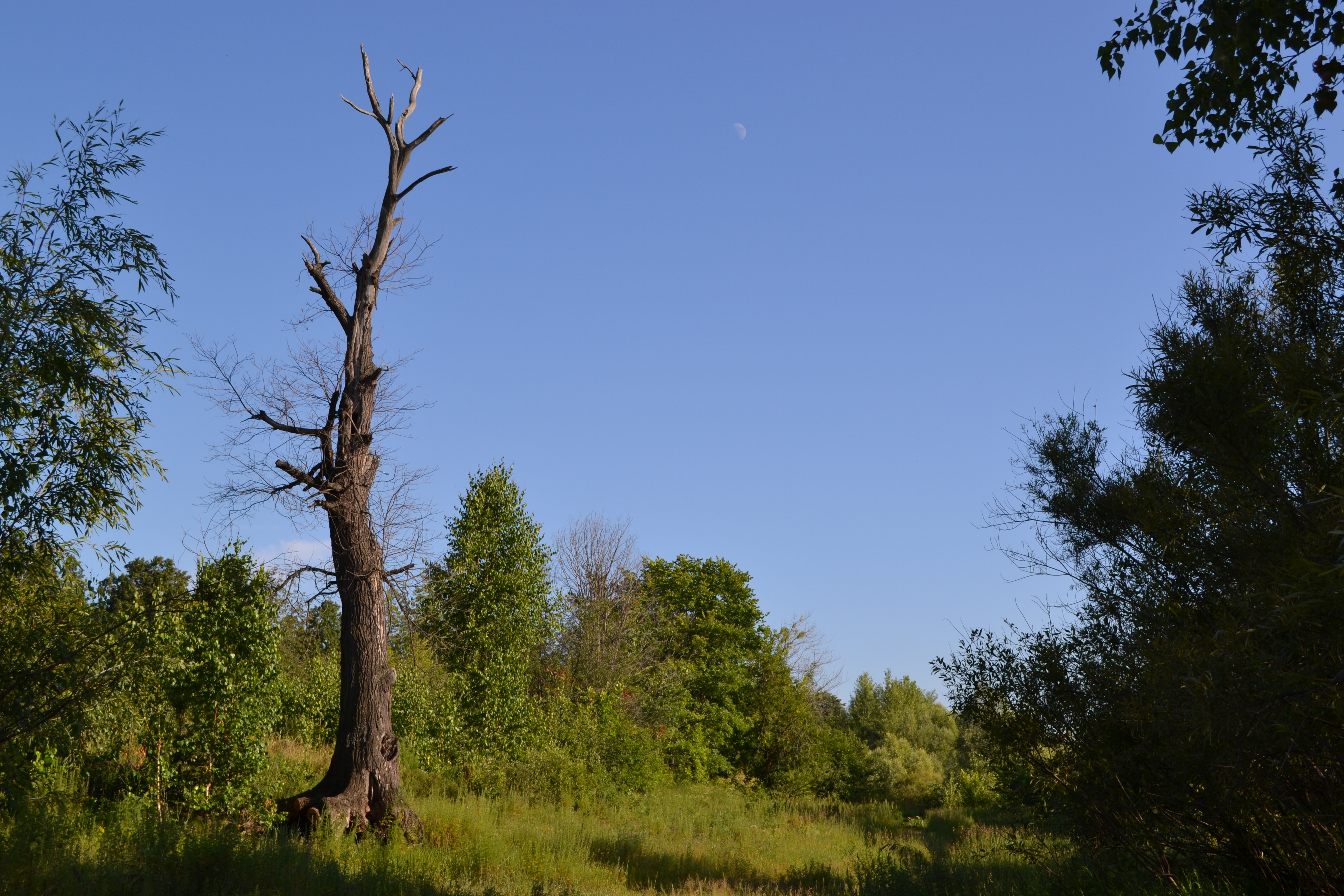

56°13′N 51°04′E / 56.217°N 51.067°E
維亞茨基耶波利亞內區（俄语：Вятскополянский район），是俄羅斯的一個區，位於該國西部，由基洛夫州負責管轄，面積907.7平方公里，2010年人口30,659，人口密度每平方公里33.78人。